# Taillebourg (Charente-Maritime)
Taillebourg é uma comuna francesa na região administrativa da Nova Aquitânia, no departamento de Charente-Maritime. Estende-se por uma área de 14,25 km². Em 2010 a comuna tinha 765 habitantes (densidade: 53,7 hab./km²).